# Liste der Gewässer in Schöneiche bei Berlin
Die Liste der Gewässer in Schöneiche bei Berlin umfasst alle aktuellen stehenden und fließenden Gewässer auf dem Gebiet der Gemeinde Schöneiche bei Berlin, zudem alle trocken gefallenen Gewässer, soweit diese bekannt sind.
Auch im Vergleich zu seinen direkten Nachbarorten besitzt Schöneiche eine vergleichsweise große Zahl an Gewässern auf vergleichsweise wenig Grund. Die natürlichen Gewässer verteilen sich vor allem auf den Norden und den Westen des Ortes und umfasst insbesondere Sölle. Vor allem im Westen der Gemeinde sind seit der Inbetriebnahme des Wasserwerks Friedrichshagen zwischen den 1920er Jahren und den 1970er Jahren ein gutes halbes Dutzend Sölle trocken gefallen oder wurden verfüllt. Größtes stehendes Gewässer ist heute der Weidensee, der nur noch gut zwei Drittel seiner vormaligen Größe hat. Der größte See war der Fichtenauer See, der heute nicht mehr existent ist. Das einzige natürliche Fließgewässer, das Fredersdorfer Mühlenfließ, war einer der Gründe für die Ansiedlung von Menschen auf dem Gebiet des Ortes. Von Menschenhand sind mehrere Seen und Regenwasserrückhaltebecken sowie Verbindungs-, Ent- und Bewässerungskanäle entstanden. Ein Sonderfall ist die künstliche Wasserlandschaft des Kleinen Spreewaldparkes.

## Natürliche stehende Gewässer
| Bezeichnung         | Typ    | Lage                               | Koordinaten | Größe   | Beschreibung | Bild |
| ------------------- | ------ | ---------------------------------- | ----------- | ------- | --- | ---- |
| Pieperpfuhl         | Söll   | Neuenhagener Chaussee              |             | 1 ha    | Schutzgebiet im Bestand, Gebietskörperschaft Gemeinde Schöneiche; früherer Dorfpfuhl des Gutsdorfes Schöneiche |      |
| Sandpfuhl           | Söll   | Neuenhagener Chaussee              |             | 1,5 ha  | Schutzgebiet im Bestand, Gebietskörperschaft Gemeinde Schöneiche; liegt in einer Senke am Rand eines Wäldchens, nur aus Wasser der umliegenden Äcker gespeist, selten ausreichend gefällt, Rückzugsgebiet für Reh- und Schwarzwild, Brutplatz für ein Bussardpärchen |      |
| Egelpfuhle am Stier | Sölle  | Tasdorfer Straße                   |             | 2,00 ha | Schutzgebiet im Bestand, Gebietskörperschaft Gemeinde Schöneiche, Naturdenkmal Egelpfuhle am Stier; in der Umgebung der Pfuhle wachsen mehr als 200 verschiedene Pflanzenarten, darunter etwa 50 Heilpflanzen, die Pfuhle werden von verschiedenen Froschlurchen als Laichgewässer genutzt |      |
| Blockspfuhl         | Söll   |                                    |             | 1,0 ha  | Schutzgebiet im Bestand, Gebietskörperschaft Gemeinde Schöneiche |      |
| Weidensee           | Weiher | Am Weidensee                       |             | 1,0 ha  | 1938 vom Landrat des Kreises Niederbarnim zum 13. offiziellen Naturschutzgebiet Berlins ernannt, Schutz besteht nicht mehr fort; nach fast vollständiger Zerstörung in den 1980er Jahren wieder renaturiert; größtes noch erhaltenes stehendes Gewässer des Ortes; jährliche Wasserzufuhr von 13.000 m³ aus dem Fredersdorfer Mühlenfließ ist gestattet, der See selbst beinhaltet etwa 9000 m³ Wasser; entstand vor etwa 10.000 Jahren als Einbruchkessel eines Toteisblocks der letzten Eiszeit; das Wäldchen um den See besteht aus 22 verschiedene Baumarten, von überregionaler Bedeutung ist der See als Brutplatz für Amphibien und Reptilien, aber auch für verschiedene Vögel; am See fanden sich etwa 3000 Jahre alte Funde aus der Bronzezeit |      |
| Bäckerpfuhl         | Söll   | Dorfaue; Dorfanger Kleinschönebeck |             |         | früherer Dorfteich von Kleinschönebeck auf dem Dorfanger, nach Renaturierung beginnt der Pfuhl wieder seine alte Funktion einzunehmen |      |
| Große Fenn          | Söll   | Münchehofer Straße                 |             |         | heute nur noch mit vergleichsweise geringer Größe, fällt häufig lange Zeit trocken, allein bei besonders viel Niederschlag hat der Söll lange genug Wasser um Stockenten einen Brutplatz zu bieten, für Amphibien ist er zu unbeständig mit Wasser gefüllt |      |
| Giebelpfuhle        | Sölle  | Münchehofer Straße                 |             |         | in landwirtschaftlichem Gebiet nahe Münchehofe gelegen, von sehr kleinem Wäldchen aus Bäumen und Gehölzen umgeben, der Westliche Giebelpfuhl liegt unmittelbar an der Straße und wird von Enten und Blessrallen als Brutgebiet genutzt, der Östliche Giebelpfuhl liegt ein wenig tiefer im Gelände und dient Amphibien als Laichplatz |      |
| Priesterpfuhl       | Söll   | Dorfaue                            |             |         | nach Renaturierung beginnt der Pfuhl wieder seine alte Funktion einzunehmen, hat seinen Namen nach dem danebenstehenden Pfarrhaus |      |
| Steenspfuhl         | Söll   | Hohes Feld / Wilhelm-Raabe-Straße  |             |         | augenfällig ist der Bestand an Kalmus, zudem Natternzunge, der Pfuhl wird von Teichmolchen zum Laichen genutzt |      |
| Koppelpfuhl         | Söll   | Kastanienallee                     |             |         | |      |
| Kraterpfuhl         | Söll   | Kastanienallee                     |             |         | nur nach sehr niederschlagreichen Wintern gefüllt |      |

## Künstliche stehende Gewässer
| Bezeichnung                                         | Typ                        | Lage                                            | Koordinaten | Größe | Beschreibung | Bild |
| --------------------------------------------------- | -------------------------- | ----------------------------------------------- | ----------- | ----- | --- | ---- |
| Dinoteich                                           | Teich                      | Kleiner Spreewaldpark                           |             |       | ehemalige örtliche Badeanstalt, renaturiert; Teil des Kleinen Spreewaldparks |      |
| Mühlenteich                                         | Teich                      | Brandenburgische Straße / Kleiner Spreewaldpark |             |       | für die Mühle angelegter Teich mit Zulauf vom Fredersdorfer Mühlenfließ, später Anglergewässer; heute Teil des Kleinen Spreewaldparks |      |
| Schlossteich                                        | Teich                      | Schlosspark                                     |             |       | im Zuge der Anlage des Schlossparks angelegt; heute DAV-Gewässer mit Zulauf vom Fredersdorfer Mühlenfließ |      |
| Regenwasserrückhaltebecken Gewerbegebiet Schöneiche | Regenwasserrückhaltebecken | Fredersdorfer Weg                               |             |       | zum Wassermanagement der Gegend, insbesondere zur Versorgung der umliegenden Sölle |      |
| Regenwasserrückhaltebecken Stegeweg                 | Regenwasserrückhaltebecken | Schöneicher Straße / Stegeweg                   |             |       | zum Wassermanagement der Gegend |      |
| Regenwasserrückhaltebecken Jägerpark                | Regenwasserrückhaltebecken | Jägerstraße                                     |             |       | zum Wassermanagement der Gegend |      |
| Regenwasserrückhaltebecken Gewerbegebiet Schöneiche | Regenwasserrückhaltebecken | Fredersdorfer Weg                               |             |       | zum Wassermanagement der der Senitz, 2014 angelegt |      |
| Kleiner Spreewald                                   | Regenwasserrückhaltebecken | Kleiner Spreewaldpark                           |             |       | in einem kleinen Teich mündendes Kanalsystem; künstlich angelegt um Kundschaft für ein dazugehöriges Restaurant aus Berlin anzulocken, genutzt unter anderem für Fahrten mit Spreewaldkähnen; mittlerweile naturiert und zentraler Bestandteil des Kleinen Spreewaldparks |      |

## Trocken gefallene stehende Gewässer
| Bezeichnung     | Typ    | Lage               | Koordinaten | Größe | Beschreibung | Bild |
| --------------- | ------ | ------------------ | ----------- | ----- | --- | ---- |
| Espenpfuhl      | Söll   |                    |             |       | seit Jahrzehnten trocken gefallen, über eine Renaturierung wird nachgedacht |      |
| Die Hölle       | Söll   | Münchehofer Straße |             |       | inmitten von Äckern gelegen, seit Jahrzehnten trocken gefallen, heute als Senke erhalten und mit Weiden und Holunder bewachsen, Rückzugsgebiet für Rehe                                          |      |
| Fichtenauer See | Weiher | Seestraße          |             |       | ehemals größtes stehendes Gewässer des Ortes, das auch als Badesee genutzt wurde; 1926 durch die Entnahme des Grundwassers durch das Wasserwerk Friedrichshagen trocken gefallen, heute überbaut |      |
| Kleine Fenn     | Söll   |                    |             |       | nach dem Zweiten Weltkrieg als Müllhalde genutzt und verfüllt |      |
| Küsterteich     | Söll   |                    |             |       | |      |
| Der Klare       | Söll   |                    |             |       | |      |

## Fließgewässer
| Bezeichnung               | Typ  | Lage | Koordinaten | Länge | Beschreibung | Bild |
| ------------------------- | ---- | ---- | ----------- | ----- | --- | ---- |
| Fredersdorfer Mühlenfließ | Bach |      |             |       | an der Ortsgrenze zu Schöneiche endet der Teil des Fließes (alter Name: Senitz) der Teil des Landschaftsschutzgebietes „Niederungssystem des Fredersdorfer Mühlenfließes und seiner Vorfluter“ sowie des brandenburgischen Naturschutzgebietes „Fredersdorfer Mühlenfließ, Langes Luch und Breites Luch“ ist; im Ort schon lange begradigt, seit dem Mittelalter gab es eine Verlagerung des Verlaufes |      |

## Gräben
| Bezeichnung         | Typ   | Koordinaten | Lage | Länge | Beschreibung | Bild |
| ------------------- | ----- | ----------- | ---- | ----- | --- | ---- |
| Zehnbuschgraben     | Kanal |             |      |       | beginnt in Neuenhagen als Abzweigung aus dem Fredersdorfer Mühlenfließ und führt in Schöneiche in diesen zurück                                               |      |
| Jägergraben         | Kanal |             |      |       | Abzweigung aus dem Fredersdorfer Mühlenfließ und führt in diesen zurück; zur Bewässerung der Grundstücke von Schöneiche und zur Straßenentwässerung.          |      |
| Hufeisengraben      | Kanal |             |      |       | Abzweigung aus dem Jägergraben und führt in den Fredersdorfer Mühlenfließ zurück; zur Bewässerung der Grundstücke von Schöneiche und zur Straßenentwässerung. |      |
| Flachsgraben        | Kanal |             |      |       | auch Feldgraben Birkenheim; führt vom Fredersdorfer Mühlenfließ zum Östlichen Giebelpfuhl                                                                     |      |
| Graben Dorfaue Nord | Kanal |             |      |       | kleiner vom Fredersdorfer Mühlenfließ abgehender Graben |      |

## Einzelbelege
1. ↑  Schlossteich Schöneiche (Memento des Originals vom 18. März 2014 im Internet Archive)  Info: Der Archivlink wurde automatisch eingesetzt und noch nicht geprüft. Bitte prüfe Original- und Archivlink gemäß Anleitung und entferne dann diesen Hinweis.